# Kargasok
Kargasok (selkupiska, ungefär  "Björnudden", ryska Каргасок) är en ort i Tomsk oblast i Ryssland. Kargasok ligger vid Obs strand, 460 kilometer från Tomsk. Folkmängden uppgår till cirka 8 000 invånare.

## Historia
Byn Kargasok omnämndes först 1640. Den var först belägen vid floden Panigadka. När floden grundades ut kunde fartyg inte längre lägga till vid byn. En ny by anlades 1875 vid Ob och fick namnet Elovka. Byarna fick snart namnen Gamla och Nya Kargasok och kom med tiden att växa samman till Kargasok.